# Râul Chișirig
Râul Chișirig (în maghiară Köszörükő) este un curs de apă, afluent al râului Bicaz. Până la Unirea Transilvaniei cu România din 1918, râul a reprezentat granița dintre Austro-Ungaria și Regatul României. De asemenea, după cedarea nordului Transilvanei din 1940, râul a reprezentat din nou granița între România și Ungaria până în 1944.

### Harți
- Harta Munții Ceahlău  Arhivat în 28 iunie 2008, la Wayback Machine.